# Козацтво в музичному мистецтві
Козацька тематика в українському та світовому музичному мистецтві

Музика і мелос козаків, особливо виконавців дум (див. Козацьке музичне та вокальне мистецтво), справили потужний вплив на розвиток українського кобзарства 19–20 ст. Новітні кобзарі перейняли від своїх козацьких попередників як репертуар, так і особливості виконання творів: оригінальний синтез ораторсько-патетичного або трагічно-романтичного речитативу з імпровізованим струнним супроводом і дивовижну узгодженість ритміко-звукового начала з образно-тематичним змістом. Це стосується репертуару й виконавської манери насамперед таких кобзарів, як Остап Вересай, Іван Крюковський (1815/1820–1885), Гнат Гончаренко, Терешко Пархоменко (1872–1910), Михайло Кравченко (1858–1917), Григорій Кожушко (1880–1924), Іван Запорожченко (1872–1932), Іван Кучугура-Кучеренко (1878–1937), Федір Кушнерик (1875–1941), Петро Гузь (1895-1959), Єгор Мовчан (1898–1968), Євген Адамцевич (1904–1972).
Козацька героїка, козацька самодіяльна і кобзарська музика потужно вплинули і на професійну творчість композиторів. Прикладом цього є опера С.Гулака-Артемовського "Запорожець за Дунаєм" (1862), що вважається нині взірцем поєднання козац. культурних традицій із творчими пошуками укр. митців післякозац. доби. Автором лібрето й виконавцем гол. партії в перших постановках (1863–64) був сам композитор. Через багато десятиліть по тому неперевершений образ Карася створив І.Паторжинський.
Запороз. тематика, козацько-кобзарські мотиви є домінантою творчості й М.В.Лисенка. Його опери "Тарас Бульба" (1890) й "Енеїда" (1911), оперета "Чорноморці" (1872) та численні обробки нар. істор. пісень і пісень на слова Т.Шевченка становлять блискучі зразки переосмислення духовного спадку козацтва.
Муз.-пісенне надбання козаків бентежило творчу уяву й багатьох ін. композиторів, зокрема П.Ніщинського (хор "Закувала та сива зозуля", обробки нар. пісень "Байда", "Козак Софрон", "Ой гук, мати гук"), М.Леонтовича (обробка нар. пісні "Козака несуть"), П.Козицького (симфонічна сюїта "Козак Голота"), М.Вериківського (опера "Сотник", симфонічна поема "Петро Конашевич-Сагайдачний", кантата "Дума про дівку-бранку"), Л.Ревуцького (зб. "Козацькі пісні", обробка нар. мелодій), К.Данькевича (опера й сюїта "Богдан Хмельницький"), В.Гомоляка (1914–1980; балет "Запорожці", муз. драма "Маруся Чурай"), А.Філіпенка (1912–1983; оперета "Людолови" за однойменним романом З.Тулуб), Г.Майбороди (вокально-симфонічна поема "Запорожці").
Твори на козацьку тематику (пісні, партії з опер) посідали чільне місце у виконавській діяльності видатних співаків: О.Мишуги, М.Менцинського, М.Донця, І.Козловського, М.Гришка, Б.Гмирі, А.Солов'яненка.

## Козацькі думи
Шедеври укр. мелосу, пов'язаного з козацтвом, набули світ. розголосу і давно увійшли в муз. життя народів багатьох країн. Жвавий інтерес іноземців проявився насамперед до кобзарського мист-ва козаків, зокрема до створення й виконання ними дум. Жваво цікавилися козац. думами поляки. Сучасний польс. музикознавець А.Хибінський, працюючи над архів. матеріалами, знайшов в одному із рукописів, датованому 1589, анонімний муз. інструментальний твір під назвою "Завершальна дума". Дослідник спостеріг, що своїм епічним складом, стилістичними особливостями й речитативним наспівом цей твір дуже близький до музики укр. істор. дум 16–17 ст. Л.Шербицька-Шленя припускає, що знахідка є не чим ін., як нотним записом мелодії до віршованої стилізації польс. поета 2-ї пол. 16 ст. А.Чагровського "Дума українська". Про популярність укр. козац. дум у Польщі свідчать хроністи й письменники 16–17 ст. С.Сарницький, І.-І.Петрицій, І.Морштин, Ш.Старовольський, А.Корчинський та ін.
Дещо пізніше укр. козацькими думами захопилися німці. Один із них, гольштейнський придворний Ф.-В.Беркгольц, який 1721–27 перебував у Росії, у своєму щоденнику зазначив, що протягом 1721–23 слухав козаків-кобзарів у палацах кількох рос. князів і навіть у покоях імп. Катерини I. Гра й спів цих укр. бардів справили на нього дуже сильне враження. На поч. 18 ст. рос. вельможі, подорожуючи по Європі, інколи брали із собою й кобзарів. Так потрапив до Німеччини кобзар Білоградський. 1733 ним зацікавився відомий дрезденський лютніст С.Вайс і взяв його до себе в науку. Нім. музикознавець 18 ст. Я.Штелін характеризував укр. кобзарів як носіїв високої муз. к-ри (праця "Відомості про музику на Русі"). Неабияке значення для популяризації укр. мелосу, мист-ва кобзарів у Німеччині мала ґрунтовна робота Г.Трітена "Про народні пісні запорозьких козаків" (1840). У ній автор писав: "В Україні від села до села і від хати до хати ходять похилі віком дідусі-кобзарі і співають пісні про минулу славу, про зруйновану могутність хоробрих козаків, пісні, в яких правдиво... змальована історія, звичаї цього народу, пісні великої історичної вартості... У жодного слов'янського народу національний історичний епос так своєрідно не розвинувся, як в українців... Навіть те, про що історія, літописи, які зберігаються в монастирях, не дають жодної довідки, – збереглося в народних піснях неспотвореним і правдивим". Творцями і першими виконавцями дум Г.Трітен справедливо вважає козаків.
Дехто з французів (напр., Г. де Боплан і П.Шевальє) мав можливість слухати козац. думи у виконанні кобзарів безпосередньо на Запорожжі ще в серед. 17 ст. Широкий же культ.-мистецький загал Франції почав цікавитися укр. думами після опублікування 1845 паризьким час. "Британський огляд" (червневий номер) статті "Козацькі пісні України", підписаної криптонімом "І.Д.". Автор цієї публікації подав переклади й докладну характеристику фольклорних творів "Брати Азовські", "Смерть Свірговського" та "Ой на нашій славній Україні", зазначивши, що їх виконують кобзарі – "українські барди, менестрелі, або, радше, рапсоди". Глибоке зацікавлення укр. козац. епосом виявив проф. Сорбонни, міністр освіти Франції А.Рамбо. 1874 він був учасником 3-го Археол. з'їзду (див. Археологічні з'їзди) в Києві, де слухав виступ О.Вересая. Повернувшись на батьківщину, А.Рамбо пише рецензії на фольклорні збірки І.Рудченка, В.Антоновича та М.Драгоманова, а також велику розвідку "Український епос". В останній він розповідає про кобзарів ("рапсодів степу"), зокрема про О.Вересая – "Гомера в українському селянському костюмі", дає детальний опис кобзи і принципів гри на ній, а також переказує зміст дум "Федір Безрідний", "Плач невольників", "Маруся Богуславка", "Олексій Попович", "Самійло Кішка", "Ганжа Андибер", "Про битву під Корсунем" і "Смерть бандуриста". Протягом 20 ст. укр. думи (їх походження, мовно-стилістичні, ритміко-мелодичні та ін. особливості) також не раз ставали предметом уваги франц. учених, зокрема А.Мазона, П.Бойє, А.Мейє, А.Мартеля, М.Шерера (усі – професори Ін-ту слов'янознавства Паризького ун-ту). Завдяки їхнім старанням (особливо М.Шерера) на сьогодні франц. мовою перекладено майже весь героїчний козац. епос України.
Після виступу О.Вересая на 3-му Археол. з'їзді укр. думами зацікавилися й музикознавці США. С.-Б.Вістер опублікувала 1875 розвідку "Балади та барди України" у виданні "Lippincot's Magazine of Popular Literature and Science". У ній містяться виклади з історії укр. козацтва та кобзарства, а також розлогі міркування про мелодику дум. Дослідниця наголошує, що думи "присвячені переважно подвигам запорожців та скорботам неволі", що "їхні мелодії ... монотонні, обмежені звуковим рядом нот мінорного ладу, але трапляються численні модуляції й повороти до мажору, які надають цій простій мелодії незвичайного розмаїття та експресії". Згодом зацікавлення американців козац. істор. епосом привело до появи двох англомовних збірок: "Українські народні пісні" (Бостон, 1925) та "Українські думи" (Торонто–Кембридж, 1979).

## Козакознавство
У 80-х рр. 18 ст. укр. землями двічі подорожував видатний нім. вчений-природознавець Й.Міллер. То був час, коли в місц. люду ще не пригасло обурення від зруйнування Запорозької Січі. Скрізь (у Києві, Черкасах, Білій Церкві, Кременчуці, Балті, Бердичеві, Чуднові, Кременці) Й.Міллер чув, як співали про цю сумну подію кобзарі, і навіть записав, а згодом і переклав укр. пісню про втрату козаками своїх вольностей. Й.Міллер сприймав козаччину й козац. фольклорну спадщину крізь призму вже знаного, зокрема, й з праці нім. просвітителя й письменника Й.-Г.Гердера "Про культуру народів...", у якій, між ін., є така думка: "Україна стане новою Грецією: прекрасне небо, під яким живе тамтешній народ, весела вдача цього народу, його природні музичні здібності, його родючі ґрунти і т. д. разом виявляють свій благотворний вплив...". У Кременчуці Й.Міллер зустрів зукраїнізованого німця на ймення Шік, який свого часу жив на Запорожжі, знався із січовиками і був свідком знищення 1775 Коша Запорозької Січі. Шік розповів чимало цікавого про козаків і також проспівав пісню про ліквідацію Січі. Традиції Й.-Г.Гердера і Й.Міллера в царині нім. українознавства, зокрема козакознавства, продовжив Я.Йордан (з походження слов'янин – лужицький серб). Йому належить вельми змістовна стаття "Про українську народну поезію" (1840), де сказано про Запорозьку Січ і козаків таке: "То були часи великої слави і честі. Протягом п'яти століть шабля не ховалася в піхви... Козак співає на коні, поспішаючи в бій. Він співчутливий до людського горя, але не дасть себе скривдити й осміяти. Його пісні – ніби щоденник життя та подвигів усього народу". Крім того, Я.Йордан зауважує, що козац. пісні відзначаються мелодійністю, драматизмом, лаконічністю і поетичною красою. Знайомству німців із козац. фольклорно-муз. к-рою прислужилися також дослідження Тальві "Козаки та їх історичні пісні" (1866) і П.Кремара "Україна та її історичні пісні" (1916).
Цікавилися й цікавляться укр. козацтвом, його мист-вом співу чимало австрійців. Унаслідок цих зацікавлень з'явилися популярна брошура Ф.Прінцгаузена "Козацькі пісні" (1846), зб. перекладів укр. нар. пісень С.Каппера – "Козацькі романси" (1839), драма Р.Готтшаля "Гонта" (1899), героєм якої є кобзар О.Вересай.

## Українські козацькі пісні у світі
У 30-ті рр. 19 ст. українські козацькі пісні стали фактом франц. муз. життя. Почалося з того, що 1836 в Парижі було опубліковано роман Я.Чинського "Козак", де зображені події нац.-визвол. війни укр. народу серед. 17 ст. (див. Національна революція 1648–1676). Щоб зробити цей твір привабливішим для читача, в його текст було вплетено кілька пісень, стилізованих під козац. лірику. Написав стилізації поет Г.Демольєр, а поклав їх на музику, теж стилізуючи під укр. мелодії, нім. композитор Й.Манцер. Останній дуже добре знав укр. нар. музику, про що свідчить його публікація в "Паризькій музичній газеті" (1838) під назвою "Пісні козаків".
Здавна знали про укр. пісні італійці, причому не просто знали, а й чули їх у виконанні невільників, яких у 15–16 ст. привозили венеціанські та генуезькі купці з Криму й Туреччини. Тогочасні архів. матеріали показують, що кожен третій привезений на буд-во Риму невільник був українцем. Але наук. осмислення козац. мелос дістав в Італії лише під кін. 19 ст., коли вийшла у світ книга Д.Чамполі "Слов'янські літератури" (Мілан, 1889). У цій праці охарактеризовано кілька дум, а також пісні "Засвіт встали козаченьки" і "Гомін, гомін по діброві". Про творців і виконавців названих фольклорних зразків автор відгукується так: шабля – їхній хрест, перемога – їхній Бог, а пісня – їхня молитва.
Укр. козац. пісні добре знані й на обох амер. континентах. Як у Пн., так і в Пд. Америці козац. пісні поширилися завдяки просвітницькій і культ.-масовій роботі численних укр. емігрантських т-в. У Пн. Америці ці пісні вразили місц. поетів і вони почали перекладати їх тексти англ. мовою. Так, 1916 у Торонто (Канада) вийшов зб. "Пісні України з русинськими віршами", в якому вміщено переклади Ф.Лайвсей, зокрема, таких нар. творів, як "Пісня про Байду", "Пісня про Перебийноса", "Пісня про Морозенка", "Пісня про Нечая", "Гомін, гомін по діброві" та ін. 1939 у США (Нью-Йорк) видано текст і ноти хору П.Ніщинського "Закувала та сива зозуля". Переклад тексту зробила А.Маттулант, аранжування – П.Вільговський. Видавці випустили цей твір під назвою "Козацький заклик".
Завдяки європ. (переважно англ.) та амер. друкованим джерелам, а також укр. еміграції козац. пісенний фольклор став відомим і в Австралії. Зі згаданих джерел найпоширенішими тут були збірки з нотами "Народні пісні багатьох країн" (1911, Лондон, упорядник С.Кервен) і "Народні пісні в англійських перекладах американських поетів" (1921, Нью-Йорк, упорядник Ф.Бостфорд). Укр. мелос у цих збірках репрезентують широкознані нар. твори, у т. ч. й такі, як "Ой на горі та й женці жнуть" (пер. Е.Лімі) і "Чи це тая криниченька " (пер. Г.Сімонде). Подібні збірки видаються і в самій Австралії. Напр., 1979 у Сіднеї заходами Ешемської муз. школи побачила світ збірка "Книга пісень", у ній поряд із піснями різних народів світу є й укр. "Плач козака" (такий заголовок дано пісні "Ой кряче, кряче чорний ворон", пер. К.Сколлард). Чимало зусиль до справи пропагування козац. пісень серед австралійців докладає талановитий бандурист укр. походження В.Мішалов.
З укр. пісень, що набули світ. розголосу, найпопулярнішою є пісня на слова С.Климовського (поета й філософа 18 ст.) "Їхав козак за Дунай". Її знають на всіх континентах, вона включена майже до всіх відомих фольклорно-муз. збірок, що видані закордоном (Чехія, Німеччина, Угорщина, Франція, Англія, Італія, США, Австралія). Крім того, її обробляли, створювали муз. варіації на її тему нім., польс., амер. та австрал. композитори: Л. ван Бетховен, К.-М. фон Вебер, В.Фіня, І.Шнейдер, Й.-Н.Гуммель, Г.Прегер, К.Липинський, Р.Керрол, Е.Декамерон, Г.Стосат, Дж.Гершвін, С.Лемберт та інші.

## Український мелос в творах композиторів
Ставлення багатьох зарубіжних композиторів до укр. козац. мелосу й до козац. теми взагалі не обмежується їхнім зацікавленням піснею "Їхав козак за Дунай". Так, Л. ван Бетховен увів до своєї 8-ї сонати для фортепіано мелодію укр. танцю "Козачок". Крім того, він використав мелодії укр. козац. пісень в "Апасіонаті" та у славнозвісній 9-й симфонії. Героїко-романтичні, козакофільські настрої Л. ван Бетховена підтримував граф А.Розумовський. Перебуваючи у Відні послом рос. д-ви, він 1794 познайомився, а згодом і заприятелював із композитором. Так само він захопив чарами укр. козац. пісень і В.-А.Моцарта. Останній скористався укр. мелодіями, створюючи 12-ту фортепіанну симфонію та оперу "Викрадення із сералю", а потім виявляв бажання поїхати в Україну для ближчого знайомства з нар. мист-вом козац. краю (поїздка, проте, не відбулася).
Небайдужим до укр. пісенно-муз. мист-ва, до козац. героїки був і визначний угор. композитор і піаніст Ф.Ліст. Давні укр. нар. мелодії звучать у його фортепіанних п'єсах "Скарга" й "Українська балада"; він є автором симфонічної поеми "Мазепа".
Не приховував свого захоплення козац. муз. фольклором Ф.Арай – відомий італ. композитор і диригент 18 ст. До участі у виставах, які давала його оперна трупа протягом 1755–56 в Санкт-Петербурзі, він залучав укр. співаків, а опери "Селевк" та "Цефал і Прокріс" написав за укр. мотивами.
Після того, як у 70-х рр. 19 ст. данський поет Т.Ланге переклав і опублікував рідною мовою близько півсотні укр. пісень, козац. мелосом зацікавилися й дат. композитори, зокрема Ф.Рунге, К.Ліндгард, П.Ланге-Мюллер, Г.Кнудсен, Х.Барнек, В.Гельбут і С.Гаген. Завдяки їхнім старанням покладені на музику й виконуються в Данії такі укр. козац. пісні, як "Ой на гору козак воду носить", "Із-за гори кам'яної", "Стоїть явір над водою" та ін.
Значний вплив історія укр. козацтва та укр. козац. муз. к-ра справили на П.Чайковського, він походив з укр. козац. роду й щороку приїздив на батьківщину своїх предків. Укр. темам присвячені такі його твори, як опери "Мазепа" і "Черевички", 2-га (укр.) симфонія та низка обробок укр. пісень і танців.
Козац. пісню, козац. музику пропагували й пропагують як в Україні, так і в зарубіжжі численні професійні та самодіяльні хори, капели, ансамблі, зокрема Укр. нац. хор О.Кошиця, Укр. нар. хор Г.Верьовки (з 1965 цей колектив носить ім'я свого засн.), Держ. заслужена капела бандуристів України, Черкас. нар. хор та ін